# Anatomy Is Destiny
Anatomy Is Destiny – trzeci album studyjny amerykańskiej grupy deathmetalowej Exhumed. Tytuł pochodzi z cytatu lekarza Zygmunta Freuda.
Limitowana wersja albumu zawiera płytę Exhumed Live in Japan, która nagrana została podczas koncertu w klubie Cyclone, Tokio, Japonia w kwietniu 2002.
W utworze Grotesqueries zostały użyte riffy z Lacerated and Molested Necro-Vagina.

## Lista utworów
1. "Anatomy Is Destiny" – 01:09
2. "Waxwork" – 04:34
3. "The Matter of Splatter" – 03:41
4. "Under the Knife" – 05:00
5. "Consuming Impulse" – 04:21
6. "Grotesqueries" – 03:59
7. "In the Name of Gore" – 04:48
8. "Arclight" – 03:18
9. "Nativity Obscene (A Nursery Chyme)" – 03:43
10. "Death Walks Behind You" – 03:31
11. "A Song for the Dead" – 06:59

## Lista utworów z bonusowej płyty
1. "The Good the Bad and the Ugly Main Title / Slaughtercult / Decrepit Crescendo" – 4:54
2. "Vacant Grave" – 3:09
3. "Limb from Limb" – 4:07
4. "Carnal Epitaph" – 3:16
5. "Forged in Fire (Formed in Flame)" – 4:19
6. "Exhume to Consume" – 4:37
7. "Infester" – 1:52
8. "A lesson in pathology" – 4:46
9. "Open the abscess" – 5:57

## Twórcy
- Matt Harvey – gitara elektryczna, wokal
- Col Jones – perkusja
- Bud Burke – gitara basowa
- Mike Beams – gitara elektryczna, wokal